# Multi-D
Technologie Multi-D je poměrně rozsáhlá metodika řízení životního cyklu složitých průmyslových celků (typicky jaderných elektráren), která pochází od společnosti NIAEP a jsou do ní zapojeni i hlavní dodavatelé technologií pro jaderné elektrárny ruské konstrukce. Název stejně jako metodika samotná vychází ze slova „multi“, protože se jejím tvůrcům podařilo do ní integrovat velké množství parametrů.

## Důvod vzniku
Přidáváním nových bezpečnostních opatření se jaderné elektrárny stávají stále složitějšími podniky, navíc nejsou stavěny v takové míře, aby byl dostatek zkušeného personálu. To přináší společnostem budujícím nové bloky poměrně velké potíže, takže přicházejí s důmyslnějšími způsoby řízení výstavby. Nejpokročilejší[zdroj?] z těchto metod je technologie Multi-D, jejímž cílem je vytvořit detailní výkresovou dokumentaci a snížit tak nároky na zkušenosti stavebních dělníků. Demonstračním závodem technologie Multi-D jsou dva nové bloky Rostovské jaderné elektrárny s reaktory VVER-1000, které zde staví konsorcium NIAEP-ASE.

## Cíle metodiky
- Optimalizace doby výstavby jaderné elektrárny – tato metodika není přímo určena ke zkracování doby výstavby, ale k dodržení původního časového harmonogramu

- Kontrola průběhu výstavby – díky 3D modelu má vedení stavby dobrou představu o jejím průběhu

- Snižování skladových kapacit – řízení dodávání dílů na staveniště a monitorování jejich pohybu po staveništi vede k úspoře skladovacích kapacit

- Optimalizace vytížení pracovních sil – sledováním pohybu pracovních sil po staveništi a jejich vytížení lze dosáhnout finančních i časových úspor

- Snížení nároků na zkušenosti stavebních dělníků – díky detailní dokumentaci nejsou na ně kladeny tak velké nároky a zkušení pracovníci, kterých je dlouhodobě nedostatek, se soustřeďují v kancelářích při plánování stavby

- Snižování nákladů – metodika je zaměřena na dodržování finančního rozpočtu a také na úspory

## Charakteristika metodiky
Nejcharakterističtějším prvkem metodiky Multi-D je 3D model, který je vyveden do největších podrobností. Projektanti jej tvoří již při plánování budoucí stavby a odloží jej až po její likvidaci. Použití detailního 3D modelu při projektování prakticky znemožňuje chyby v dokumentaci (nikam nevedoucí potrubí, špatně vedoucí kabeláž), ke kterým při plánování složité stavby může docházet. Průmyslové podniky a jaderné elektrárny jsou projektovány včetně veškerých vnitřních zařízení, což umožňuje lepší plánování průběhu výstavby i dodávek zařízení od externích dodavatelů. Během výstavby je 3D model používán pro jednoduchou kontrolu postupu, kdy řídící pracovník porovnává úsek 3D modelu s fotografií přímo ze stavby a může tak odhalit opožděné díly. 3D model navíc umožňuje rozčlenění do fází výstavby, takže je možné si přímo zobrazit, které díly již měly být namontovány.
Přesný 3D model a jednodušší metody kontrolování průběhu výstavby vedou k tomu, že se výsledná stavba více podobá projektované stavbě. To má také za následek finanční úspory, protože před modernizací tohoto podniku není potřeba připravovat podrobnou dokumentaci skutečného stavu. Při plánování modernizace složitého průmyslového celku potřebují mít projektanti opravdu přesný model a jeho dodatečná tvorba stojí nemalé finanční prostředky. Tento proces může být v současné době usnadněn laserovým 3D skenováním, pomocí něhož je možné získat velice přesný 3D model i těch nesložitějších zařízení. Ale vždy je lepší mít k dispozici podrobnou dokumentaci odpovídající skutečné podobě stavby už od samého počátku.
Od technologií používaných ostatními společnostmi zabývajícími se projektováním průmyslových podniků se technologie Multi-D liší v provázání 3D modelu s databázemi. Z 3D modelu je snadný přístup k databázím dílů, dodavatelů, technických výkresů, fází výstavby ad. Výhodou této metodiky je to, že vše běží na jednom systému, i když je velice komplikovaný.

## Rozšíření
Centrem technologie Multi-D je Ruská federace, odkud pochází. Rozšiřuje se k dodavatelům zařízení pro jaderné elektrárny ruské konstrukce, a to i do České republiky. Typickým zástupcem je software SmartPlan společnosti Intergraph, v němž projektovala společnost EGP Invest, s r. o. strojovnu pro výzkumný reaktor MBIR.
Metodika Multi-D není spojována pouze s jadernými elektrárnami, protože je uplatitelná i při stavbě jiných složitých průmyslových celků, např. tepelné elektrárny, ropovody, ropné těžní věže, zaoceánské lodě a tankery. Hlavním nositelem metodiky ale zůstávají jaderné elektrárny.